# Steve Cishek
Steven R. Cishek (ur. 18 czerwca 1986) – amerykański baseballista występujący na pozycji miotacza (relief pitchera) w Chicago Cubs.

## Przebieg kariery
Cishek studiował na Carson-Newman College, gdzie w latach 2005–2007 grał w drużynie uniwersyteckiej Carson-Newman Eagles. W 2007 został wybrany w piątej rundzie draftu przez Florida Marlins i początkowo grał w klubach farmerskich tego zespołu, między innymi w Jacksonville Suns, reprezentującym poziom Double-A. W Major League Baseball zadebiutował 20 września 2010 w meczu przeciwko Milwaukee Brewers. W marcu 2013 był w składzie reprezentacji Stanów Zjednoczonych na turnieju World Baseball Classic.
24 lipca 2015 w ramach wymiany zawodników przeszedł do St. Louis Cardinals, zaś 14 grudnia 2015 jako wolny agent podpisał dwuletni kontrakt ze Seattle Mariners.
28 lipca 2017 w ramach wymiany przeszedł do Tampa Bay Rays. 16 grudnia 2017 podpisał dwuletni kontrakt z Chicago Cubs.